# Fontana del Tritone (Napoli)

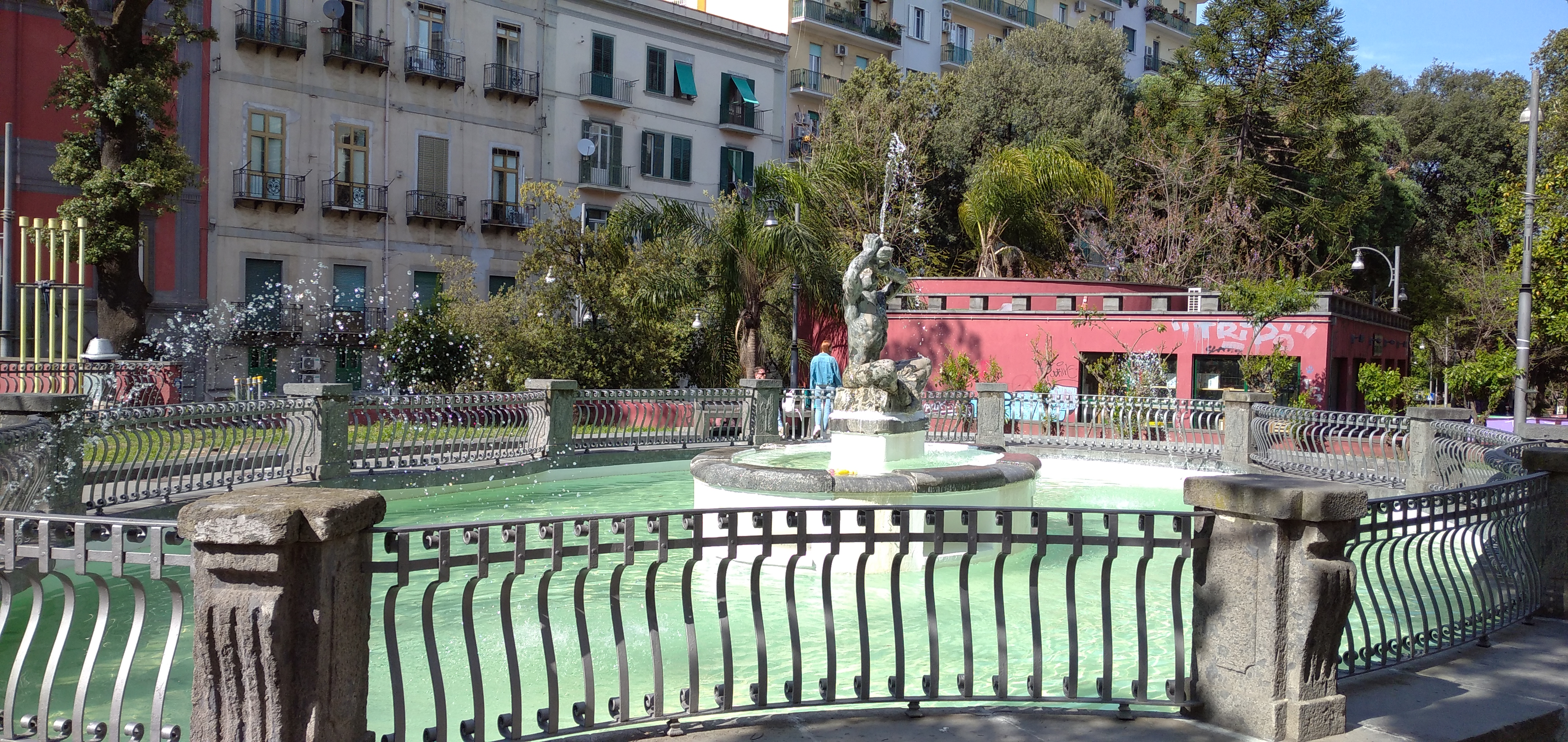
Fontana del Tritone

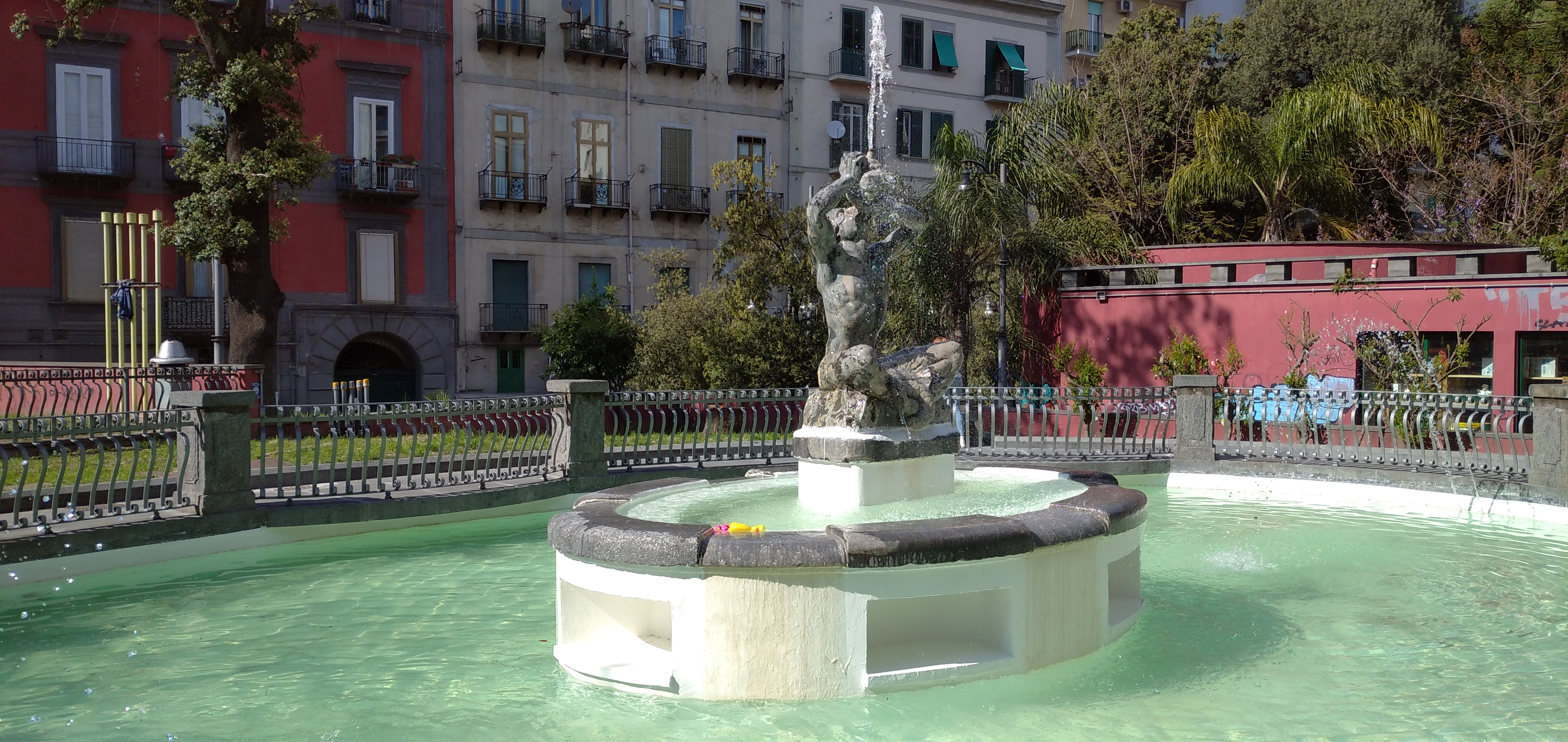
Particolare

La fontana del Tritone è una delle fontane ornamentali di Napoli; si erge nel centro storico, in piazza Cavour.

## Storia e descrizione
Le origini di una prima fontana sono da collocare in un arco temporale che va dal 1871, dopo che furono completati i lavori per l'installazione dei giardini nella piazza, e il 1879.
Nel 1933 l'Ente Autonomo Volturno promosse, su invito del Comune, il restauro della fontana (da tempo in stato di degrado), impiantando al centro una statua del Tritone (di qui il nome) di Carlo De Veroli nonché una nuova balaustra con cancellata. La statua, una copia dell'originale, fu commissionata alla fonderia artistica Chiurazzi che deteneva il modello autentico e sostituì una precedente scultura. La fontana fu consegnata il 25 novembre dello stesso anno. Già nel 1917 aveva subìto un primo intervento ad opera di Pasquale Cerino che lavorò alla vasca e alla prima statua.
È stata oggetto di un radicale restauro in occasione dei lavori di costruzione della stazione "Museo" della linea 1 della metropolitana, anche considerando che era stata deturpata da vandali in occasione dei festeggiamenti per il primo scudetto della squadra di calcio del Napoli nel 1987 (fu completamente dipinta di azzurro).
Nel 2006 la giunta comunale ha deciso di intitolarla a Totò, poiché la fontana si trova nelle vicinanze del quartiere dell'attore (Rione Sanità).
Inattiva dal 2015 è stata ristrutturata (insieme a molti altri interventi avvenuti nella città) durante la pandemia dovuta al covid (2020-2021) ed ultimata ad Aprile 2021.
L'opera è posta nei pressi della stazione Museo ed è storicamente e popolarmente detta delle Paparelle.